# 瑞浪市立陶小学校水川分校
瑞浪市立陶小学校水川分校（みずなみしりつ　すえしょうがっこう　みずかわぶんこう）は、かつて岐阜県瑞浪市に存在した公立小学校の分校。

## 概要
- 陶小学校の分校であり、現在の瑞浪市陶町水上、陶町大川が校区であった。校名は前身の水川学校に由来するが、これは校区の水上と大川を合成した名称である。校舎の位置は水上と大川の境付近であった。
- 廃校後、校舎は水川保育園として使用された[1]が、1982年に廃園となり取り壊された。跡地はゲートボール場、マレットゴルフ場として使用されている。

## 沿革
- 1873年（明治6年） - 恵那郡大川村、水上村の児童は、吉良見村の鴻鱗学校に通学する。
- 1874年（明治7年）8月25日 - 大川村の林昌寺[注釈 2]、及び水上村の浄円寺[注釈 3]に、鴻鱗学校の分校が開校する。
- 1875年（明治8年） - 大川村と水上村の鴻鱗学校の支校が合併。撰鱗学校開校し、鴻鱗学校から独立。校舎は大川村と水上村の境付近に新築する。
- 1877年（明治10年） - 水川学校に改称する。
- 1886年（明治19年） - 水川小学校に改称する。
- 1897年（明治30年）4月1日 - 猿爪村、水上村 、大川村が合併し、陶村が発足。
- 1900年（明治33年） - 水川尋常小学校に改称する。
- 1904年（明治37年）1月 - 校舎を新築（木造平屋建）する。
- 1926年（大正15年） - 水川青年訓練所を併設する。
- 1932年（昭和7年）10月1日 - 陶村が町制施行し、陶町となる。
- 1934年（昭和9年） - 猿爪尋常高等小学校が水川尋常小学校を統合し、陶尋常高等小学校となる。旧・水川尋常小学校は陶尋常高等小学校水川分教場となる。尋常科1～4年生が通学する。
- 1936年（昭和11年） - 校舎を新築（木造平屋建）する[2]。
- 1941年（昭和16年）4月1日 - 陶国民学校水川分教場に改称する。
- 1947年（昭和22年）4月1日 - 陶町立陶小学校水川分校に改称する。
- 1954年（昭和29年）4月1日 - 土岐郡瑞浪土岐町、稲津村、釜戸村、大湫村、日吉村、明世村（山野内、月吉、戸狩）、および恵那郡陶町が合併し、瑞浪市が発足。同時に瑞浪市立陶小学校水川分校に改称する。
- 1965年（昭和40年）3月 - 廃校。